# Гольданский, Виталий Иосифович
Вита́лий Ио́сифович Гольда́нский (18 июня 1923, Витебск — 14 января 2001, Москва) — советский и российский физикохимик, общественный деятель, народный депутат СССР. Академик РАН (1981, член-корреспондент с 1962) и РАО (1992), иностранный член Американского философского общества (1989). Лауреат Ленинской премии (1980) и Государственной премии РФ (2000).

## Биография
Внук раввина Иосифа Абрамовича Меламеда; в 1928 г. семья переехала в Ленинград. Учился в школе № 2 Куйбышевского района (сейчас школа № 207). В 1939 г. поступил на химический факультет Ленинградского университета. С началом Великой Отечественной войны вступил в студенческий стройбатальон, получил ранение, пережил суровую блокадную зиму. Затем в 1942 г. эвакуирован в Казань, где продолжил учёбу, параллельно устроившись лаборантом в лабораторию Рогинского С. З. в Коллоидно-электрохимическом институте АН СССР. В 1943 переведен вместе с А. Н. Фрумкиным и С. З. Рогинским (вызванными в связи с началом Атомного проекта) в Москву в КЭИН АН СССР на Большой Калужской, 31, где и проживал (ночуя в кабинете директора) выполняя свою дипломную работу «Каталитическое гидрирование олеиновой кислоты». Для окончания учёбы переведен в МГУ, где и защитил диплом уже в 1944 г. После чего поступил в аспирантуру Института химической физики к Н. Н. Семёнову, по завершении которой в 1947 г. защитил кандидатскую диссертацию. С 1947 г в течение 10 лет занимался ядерно-физическими исследованиями в рамках Атомного проекта (воспоминания В. И. Гольданского, там же). В 1952—1961 гг. работал в ФИАНе: в лаборатории В. И. Векслера, заведовал сектором, в 1954 г. защитил докторскую диссертацию. В 1961 г. вернулся в Институт химической физики АН СССР (позже — имени Н. Н. Семёнова), руководил лабораторией (с 1961), отделом (с 1974), был заместителем директора (1987—1988), а в 1988—1994 гг. директор. Одновременно преподавал в МФТИ, МИФИ (с 1951, в должности профессора с 1956) и на химическом факультете МГУ. С 1974 по 1985 год заведовал кафедрой физической химии в МИТХТ им. М. В. Ломоносова. С 1994 г. советник Президиума РАН.
Вёл активную общественную деятельность, являлся заместителем председателя правления Всесоюзного общества «Знание» (1964—1990), вице-президентом Международного Союза по теоретической и прикладной физике (1984—1987), председателем Российского Пагуошского комитета (1987—2001), заместителем председателя Комитета учёных за глобальную безопасность, главным редактором журналов «Химия высоких энергий» и «Химическая физика», членом редакционной коллегии журнала «Наука и жизнь», избирался народным депутатом СССР (1989—1991).
Популяризировал внешнеполитическую «доктрину Горбачёва». В Перестройку публично признал незаконность присоединения прибалтийских республик СССР в 1940 году. Был сторонником их суверенитета и выхода из СССР. Спокойно относился к возможности развала СССР, что подтвердил в программном интервью газете «Известия» (номер 168, от 17.06.1990 года), данном по результатам встречи делегаций АН СССР и Национальной академии наук США.

Могила В. И. Гольданского на Новодевичьем кладбище Москвы.

В. И. Гольданский умер 14 января 2001 года. Похоронен на Новодевичьем кладбище в Москве.

### Семья
Был женат на дочери академика Н. Н. Семёнова.
Двоюродный брат — Григорий Яковлевич Шапиро; дядя — Илья Иосифович Меламед.

## Научная деятельность
Научные работы Гольданского посвящены химической физике, химии высоких энергий, ядерной химии и физике, физике элементарных частиц. Его кандидатская диссертация была посвящена вопросам химического катализа, однако затем он переключился на ядерную тематику. Он изучал на синхроциклотроне в Дубне поглощение и размножение высокоэнергетичных нейтронов в тяжёлых мишенях. Во время работы в ФИАНе он экспериментально обнаружил явление поляризуемости адронов, исследовал процессы фоторождения пи-мезонов на водороде и черенковское излучение частиц в атмосфере (1954, совместно с Г. Б. Ждановым), расширил возможности корреляционного метода измерения характеристик ядерных реакций (1955, совместно с М. И. Подгорецким). На основе своих теоретических разработок он предсказал существование и рассчитал характеристики ряда нестабильных изотопов.
В 1960 Гольданский предсказал новый вид ядерного распада, происходящий с испусканием пар нуклонов — нейтронов и протонов (экспериментально обнаружены в США в 1979 и 1982 соответственно). Другое явление, предсказанное совместно с А. И. Ларкиным в 1967, — ядерный эффект Джозефсона — наблюдалось в 1974—1982. Ряд работ посвящён изучению химических свойств вещества благодаря ядерным явлениям. В частности, эффект Мёссбауэра может быть использован для исследования анизотропии движений атомов в молекулах (эффект Гольданского—Карягина) и кристаллах и монокристаллов в поликристаллах, динамических свойств белковых молекул, создания гамма-лазеров на мёссбауэровских переходах (совместно с Ю. М. Каганом).
В 1970—1973 Гольданский показал неприменимость классического закона Аррениуса для скоростей химических реакций при низких температурах: им был открыт квантовый предел скорости реакций, протекающих за счёт туннелирования даже вблизи абсолютного нуля. Он также известен как основоположник химической физики позитрона и позитрония, показал возможность полимеризации под действием ударных волн, что было признано как научное открытие и занесено в Государственный реестр открытий СССР под № 125 с приоритетом от 1964 В последние годы он занимался вопросами предбиологической эволюции и, в частности, хиральности в природе.

## Награды
- медаль «За оборону Ленинграда» (1942)
- медаль «За победу над Германией в Великой Отечественной войне 1941—1945 гг.» (1945)
- медаль «За доблестный труд в Великой Отечественной войне 1941—1945 гг.» (1945)
- медаль «За трудовую доблесть» (1952)
- Премия Д. И. Менделеева (1966)
- орден Трудового Красного Знамени (1967, 1973)
- Золотая медаль имени Д. И. Менделеева (1975) — за цикл работ по исследованию и использованию новых явлений в химии низких температур
- орден Октябрьской Революции (1975)
- Премия имени В. Г. Хлопина (за 1977 год, совместно с В. П. Шантаровичем) — за цикл работ по химии позитрония
- Ленинская премия (1980)
- Премия имени Карпинского (1983)
- орден Ленина (1983)
- Премия Гумбольдта (1991)
- Премия столетия (1991)
- орден «За заслуги перед Отечеством» IV степени (1995)[6]
- Золотая медаль имени Н. Н. Семёнова (1996) — за совокупность работ по химической физике, в том числе химической кинетике
- Государственная премия Российской Федерации (2000)

## Публикации

### Книги
- В. И. Гольданский, Е. М. Лейкин. Превращения атомных ядер. — М.: Издательство АН СССР, 1958.
- В. И. Гольданский, А. В. Куценко, М. И. Подгорецкий. Статистика отсчётов при регистрации ядерных частиц. — М.: Физматгиз, 1959.
- А. М. Балдин, В. И. Гольданский, И. Л. Розенталь. Кинематика ядерных реакций. — М.: Физматгиз, 1959.
- В. И. Гольданский. Эффект Мёссбауэра и его применение в химии. — М.: Издательство АН СССР, 1963.
- В. И. Гольданский. Новые элементы в периодической системе Д. И. Менделеева. — 3-е изд. — М.: Атомиздат, 1964.
- В. И. Гольданский. Физическая химия позитрона и позитрония. — М.: Наука, 1968.
- В. И. Гольданский, С. М. Поликанов Тяжелее урана. — М.: Наука, 1969. — 214 с.
- В. И. Гольданский, А. В. Доленко, Б. Г. Егиазаров и др. Гамма-резонансные методы и приборы для фазового анализа минерального сырья. — М.: Атомиздат, 1974.

### Некоторые статьи
- В. И. Гольданский. Ядерные превращения при бомбардировке частицами высокой энергии. // УФН. — 1950. — Т. 40, № 2.
- А. Л. Любимов, Б. В. Медведев, В. И. Гольданский. Рассеяние и поглощение нуклеонов высокой энергии. Часть 1. // УФН. — 1952. — Т. 48, № 12.
- А. Л. Любимов, Б. В. Медведев, В. И. Гольданский. Рассеяние и поглощение нуклеонов высокой энергии. Часть 2. // УФН. — 1953. — Т. 49, № 1.
- В. И. Гольданский. Новое об элементе № 102. // УФН. — 1959. — Т. 67, № 1.
- А. И. Базь, В. И. Гольданский, Я. Б. Зельдович. Неоткрытые изотопы легких ядер. // УФН. — 1960. — Т. 72, № 10.
- В. И. Гольданский, Л. К. Пекер. Некоторые вопросы изомерии атомных ядер. // УФН. — 1961. — Т. 73, № 4.
- А. И. Базь, В. И. Гольданский, Я. Б. Зельдович. Систематика легчайших ядер. // УФН. — 1965. — Т. 85, № 3.
- В. И. Гольданский. ДВУПРОТОННАЯ РАДИОАКТИВНОСТЬ (Перспективы обнаружения и изучения). // УФН. — 1965. — Т. 87, № 10.
- В. И. Гольданский. Исследования в области гамма-резонансной (мёссбауэровской) спектроскопии. // УФН. — 1966. — Т. 89, № 7.
- В. И. Гольданский. Некоторые новые применения физических методов в химии. // УФН. — 1970. — Т. 100, № 4.
- В. И. Гольданский. О связях ядерной и химической физики. // УФН. — 1976. — Т. 118, № 2.
- Р. Г. Васильков, В. И. Гольданский, В. В. Орлов. Об электрическом бридинге. // УФН. — 1983. — Т. 139, № 3.
- В. И. Гольданский. О двупротонной радиоактивности. // УФН. — 1983. — Т. 141, № 12.
- В. И. Гольданский, В. В. Кузьмин. Спонтанное нарушение зеркальной симметрии в природе и происхождение жизни. // УФН. — 1989. — Т. 157, № 1.
- В. А. Аветисов, В. И. Гольданский. Физические аспекты нарушения зеркальной симметрии биоорганического мира. // УФН. — 1996. — Т. 166, № 8.
- Ю. Ф. Крупянский, В. И. Гольданский. Динамические свойства и энергетический ландшафт простых глобулярных белков. // УФН. — 2002. — Т. 172, № 11.